# Lohhecke

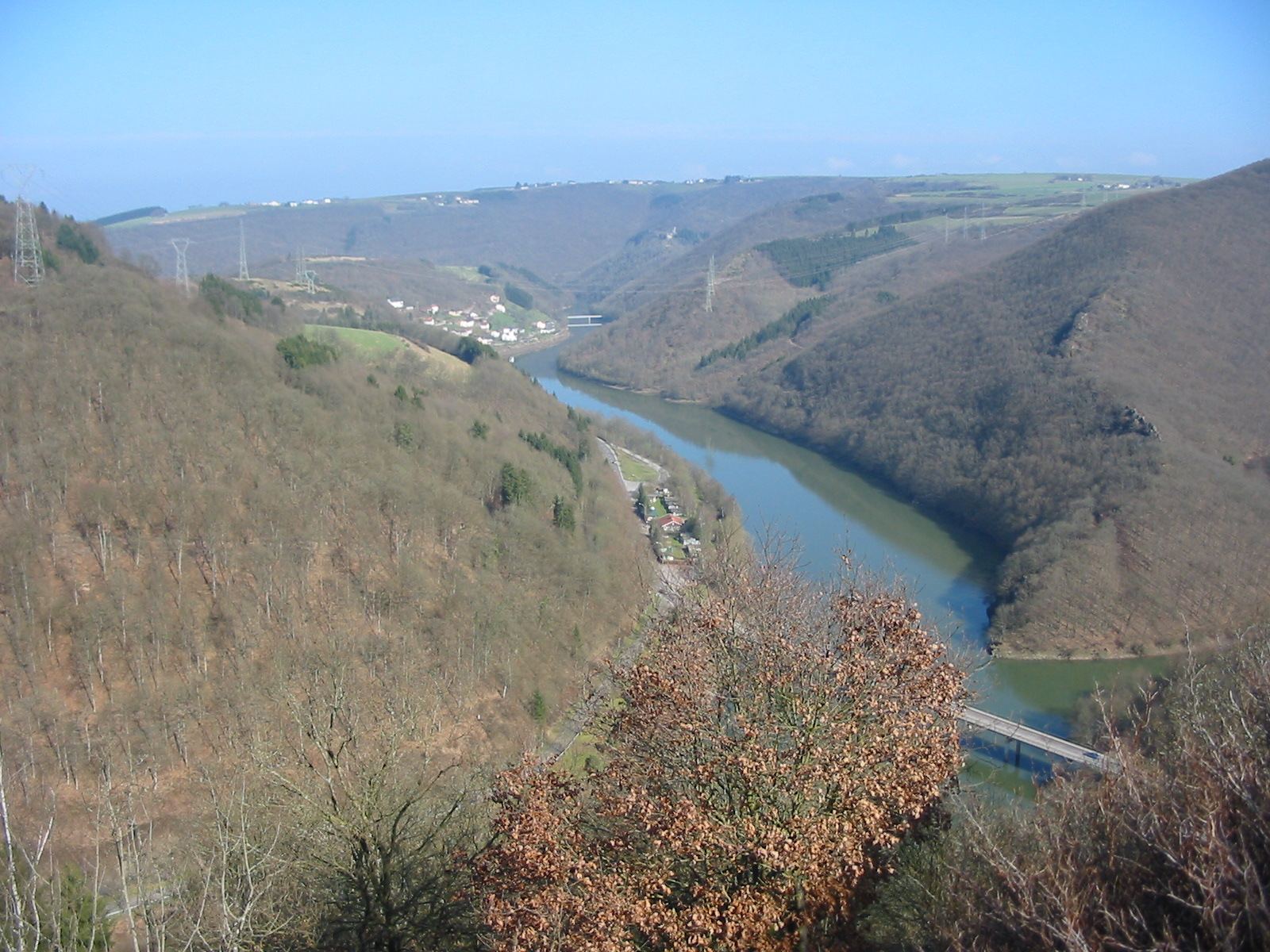
Lohhecken an der Our bei Vianden im Spätherbst

Lohhecken, auch Lohwald, sind ein Eichen-Niederwald, der als Eichenschälwald zur Gewinnung von Eichenrinde dient, der „Lohe“. Die Lohhecken prägen über weite Strecken das Landschaftsbild im Rheinischen Schiefergebirge. Lohe enthält den Gerbstoff Tannin und kann deshalb zum Gerben von Leder, aber auch in der Naturheilkunde und Kosmetik benutzt werden. Im 18., vor allem aber im 19. Jahrhundert stieg die Nachfrage nach Leder und damit nach Gerbstoffen stark an. Der größte Teil der Lohhecken dürfte dementsprechend seit dieser Zeit entstanden sein. Im Unterschied zu anderen Formen der Niederwaldwirtschaft, z. B. den Haubergen im Siegerland, stand in den Lohhecken die Lohproduktion im Vordergrund.
Die landschaftsprägende Bedeutung der Lohhecken wird deutlich, wenn man sich klarmacht, um welche Flächen es geht. Zur Blütezeit der Lohwirtschaft gab es im Rheinland ca. 200.000 ha Lohhecken. Hinzu kommen die Flächen im luxemburgischen Ösling (über 15.000 ha) und in den belgischen Ardennen (ca. 75.000 ha). Das ergibt für das linksrheinische Schiefergebirge, also die Eifel, den Hunsrück und die Ardennen, über 280.000 ha. Dagegen umfassen die Weinberge in den linksrheinischen Weinanbaugebieten, also Mittelrhein (ca. 500 ha), Ahr (ca. 500 ha), Mosel-Saar-Ruwer (ca. 9.100 ha) und Nahe (4.500 ha) in Deutschland sowie die luxemburgische Mosel (ca. 1.300 ha) insgesamt etwa 16.000 ha.

## Überblick

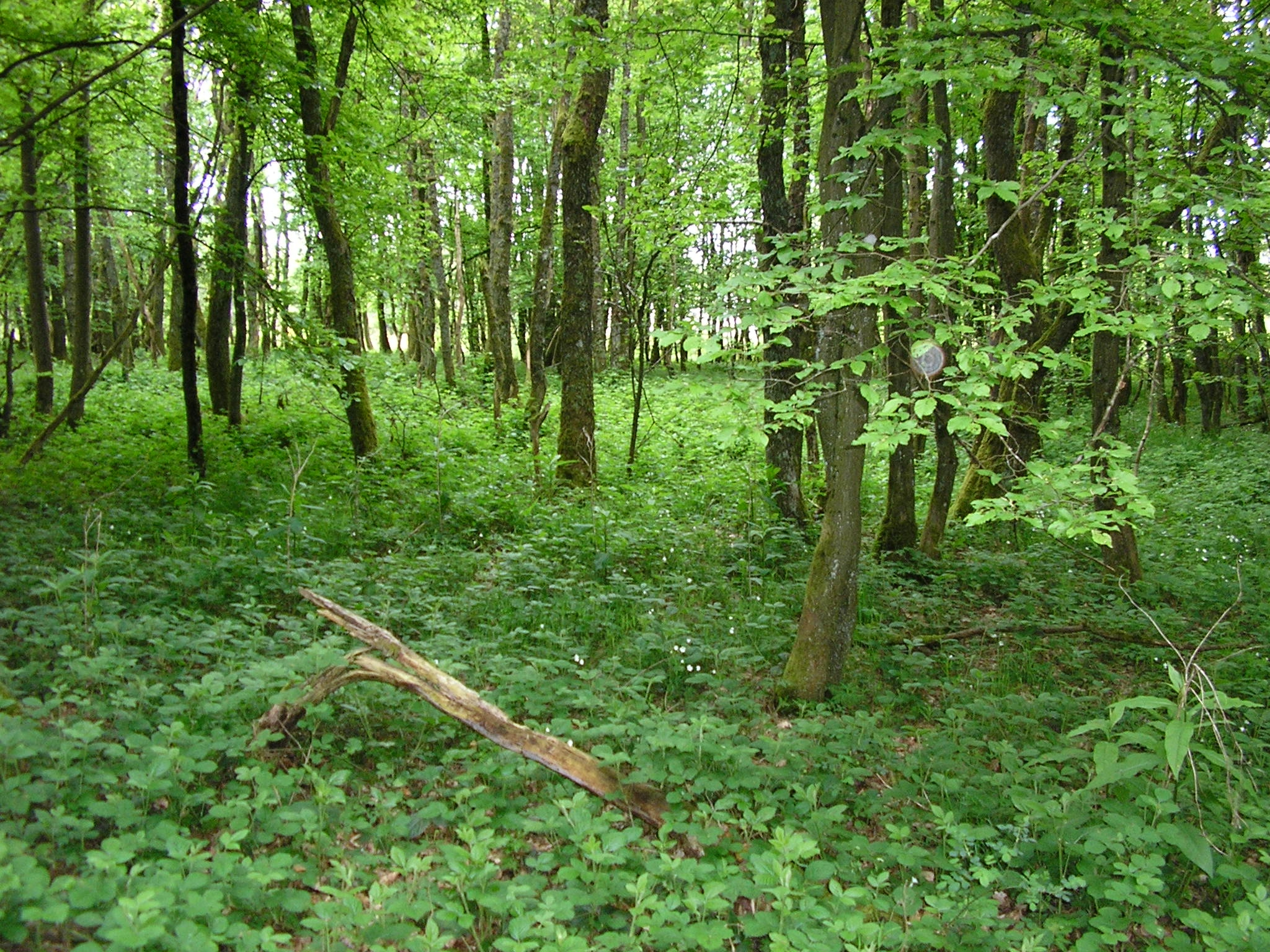
Lohhecken auf dem Penzebierg, Gemeinde Kiischpelt, Luxemburg

Die Lohwirtschaft ist eine Form der Niederwaldwirtschaft, bei der es vor allem um die Produktion von Eichenrinde, der Lohe, geht. Eichenrinde wurde und wird vor allem als Gerbstoff bei der Lederherstellung (Altgrubengerbung), heute aber auch in der Naturheilkunde, in medizinischen Bädern und in der Kosmetik genutzt.
Daher wurden, anders als bei anderen Arten der Niederwaldwirtschaft, Eichen bevorzugt bzw. sogar angepflanzt. Da der Gerbstoffgehalt am höchsten ist, solange die Rinde noch nicht trocken und spröde ist, werden die Eichen nach 15 bis 30 Jahren gefällt. So entwickelt sich ein Niederwald, ein so genannter Eichenschälwald, die Lohhecken. Die Hiebzeit fällt ins Frühjahr, da die Rinde am besten abgelöst werden kann, wenn der Saft zu „steigen“ begonnen hat. Das Holz aus den Lohhecken, eigentlich ein Nebenprodukt, wird vor allem als Brennholz genutzt. Früher wurden die abgeholzten Flächen abgebrannt. Im ersten Jahr danach wurde in der Regel Roggen und im zweiten Jahr Buchweizen eingesät. Der Ginster, der in den folgenden Jahren aufkam, wurde als Streu genutzt.
Eichen können aus den Wurzelstöcken heraus neu treiben. So entsteht das für die Lohhecken typische Bild mehrerer Stämme, die aus dem gleichen Wurzelstock herauswachsen. Die Wurzelstöcke können ein Alter von etwa 200 bis 250 Jahren erreichen. Gute Rindenerträge liefern sie aber nur bis zum siebten Umtrieb. Sie sollten dann entfernt und durch neue Pflanzungen ersetzt werden.
Lohhecken sind also keine „natürliche“ Lebensgemeinschaft, sondern eine vom Menschen geschaffene Kulturlandschaft. Wie viele andere traditionelle Kulturlandschaften stellen sie aber einen sehr abwechslungsreichen Lebensraum für Pflanzen und Tiere dar. Jedes Jahr wurde nur etwa ein Zwanzigstel der gesamten Fläche geschlagen, dadurch entstand ein regelrechter Flickenteppich aus kleinen Flächen mit einem sehr unterschiedlichen Alter. Da sich mit dem Alter einer Lohhecke die Zusammensetzung der Tier- und Pflanzenarten ändert, boten genutzte Lohhecken vielen verschiedenen Arten einen günstigen Lebensraum. Einige Tierarten wie z. B. die Wildkatze und das Haselhuhn sind auf einen solchen abwechslungsreichen Lebensraum angewiesen. Allerdings sind für den langfristigen Erhalt von überlebensfähigen Populationen gerade dieser Tierarten entweder größere bewirtschaftete Flächen oder eine großräumige Vernetzung ähnlicher Lebensräume im luxemburgischen Ösling, in den belgischen Ardennen und der deutschen Eifel erforderlich.

## Geschichte und wirtschaftliche Bedeutung
Im Rheinischen Schiefergebirge ist die Nutzung der Lohe bereits in Urkunden der Abtei Prüm aus dem 9. Jahrhundert nachgewiesen. Eine systematische Nutzung scheint es aber erst seit dem 17. Jahrhundert gegeben zu haben. In dieser Zeit wurde sie im Siegerland in die Haubergwirtschaft integriert. Von dort aus hat sie sich wahrscheinlich ausgebreitet. Im luxemburgischen Ösling setzte die Nutzung beispielsweise Anfang des 18. Jahrhunderts ein.
Die Blütezeit der Lohwirtschaft lag etwa zwischen 1840 und 1880. Mit der Industrialisierung stieg die Nachfrage nach Leder. Gleichzeitig ergaben sich mit dem Ausbau der Eisenbahnnetze auch in bisher abgelegenen Gebieten wie der Eifel, dem Hunsrück oder dem Ösling Transportmöglichkeiten für Lohe, aber auch für Häute aus Übersee (z. B. Argentinien) und Leder.
Mit der steigenden Nachfrage nach Leder und damit nach Gerbstoffen wurden viele Buchenwälder in Lohhecken umgewandelt. Es wurden vor allem Stieleichen gepflanzt, die es bis dahin im Schiefergebirge kaum gegeben hatte. Man ging davon aus, dass bei ihnen der Gerbstoffgehalt höher ist als bei den einheimischen Traubeneichen.
Schließlich wurden in Deutschland etwa 445.000 ha Lohhecken (45 % davon im Rheinland) genutzt, in Belgien etwa 75.600 ha, in Luxemburg etwa 26.000 ha (ein Drittel der Waldfläche, davon mehr als 15.000 ha im Ösling) und in Frankreich etwa 600.000 ha Steineichenniederwald (mit dem Schwerpunkt Loheproduktion).
Die deutschen, belgischen und luxemburgischen Schwerpunkte der Loheproduktion deuten darauf hin, dass es im Rheinischen Schiefergebirge besonders geeignete Standorte für Lohhecken gibt. Es handelt sich dabei vor allem um südost- bis westexponierte, relativ frostsichere Hänge mit flachgründigen, frischen Böden. Mit Hilfe der Lohhecken konnten diese Hänge, die sowohl für die Landwirtschaft als auch für die Hochwaldwirtschaft wenig geeignet waren, in Nutzung genommen werden.
Die Lohwirtschaft brachte zusätzliche Einkommensmöglichkeiten mit sich, die in bis dahin armen Gebieten wie der Eifel und dem Ösling auch dringend notwendig waren.
Für die Kleinbauern ergab sich die Möglichkeit, ihre kleinen Waldflächen kontinuierlich zu nutzen, mit der Lohe zusätzliches Geld zu verdienen und für sich selbst Holz, Roggen, Buchweizen und Streu zu produzieren. Die Arbeit in den Lohhecken konnte gut in den bäuerlichen Arbeitsrhythmus eingebaut werden. Sie fiel zwischen die Bestellung der Felder im Frühjahr und die Heuernte.
Größere Waldbesitzer vergaben die Arbeit häufig an Tagelöhner. Als Bezahlung erhielten diese meist das Holz sowie das Recht, im ersten und zweiten Jahr nach dem Abholzen Getreide einzusäen.
Außerdem entstanden mit den Lohmühlen und Gerbereien neue Arbeitsplätze. So entwickelten sich z. B. Neuerburg in der Eifel und Wiltz in Luxemburg zu wichtigen Gerbereistädten.
Nach 1880 begannen die Preise für Lohheckenprodukte kontinuierlich zu fallen. Ursachen waren einerseits technische Neuerungen und Veränderungen bei den Gerbereien wie die Einführung der Extraktgerbung, die zunehmenden Einfuhren von Gerbstoffen aus Übersee und die Entwicklung synthetischer Gerbstoffe, andererseits der einsetzende Strukturwandel in der Landwirtschaft (z. B. durch den Einsatz der Thomasschlacke aus der Stahlproduktion als Kunstdünger), aber auch das Ersetzen von Brennholz durch Kohle und später Mineralöl. Dennoch wurden, vor allem in Gebieten, in denen es nur wenige industrielle Arbeitgeber gab, die Lohhecken noch bis in die 1960er Jahre in relativ großem Umfang genutzt.
Dementsprechend nahm zwischen 1900 und etwa 1960 die Bedeutung der Lohwirtschaft kontinuierlich ab. Lediglich im Ersten und Zweiten Weltkrieg kam es wegen der Isolierung des Deutschen Reiches noch einmal zu Preisanstiegen und verstärkten Nutzungen. Danach wurden große Niederwaldflächen entweder in Mittel- bzw. Hochwald umgewandelt oder mit Nadelbäumen aufgeforstet. Über die Hälfte der verbleibenden Lohhecken wurde aber seit über vierzig Jahren nicht mehr genutzt und ist daher eigentlich überaltert. So wurden in Luxemburg 2003 nur noch 200 t Lohe produziert.

## Arbeiten in den Lohhecken

### Februar und März: Das Räumen

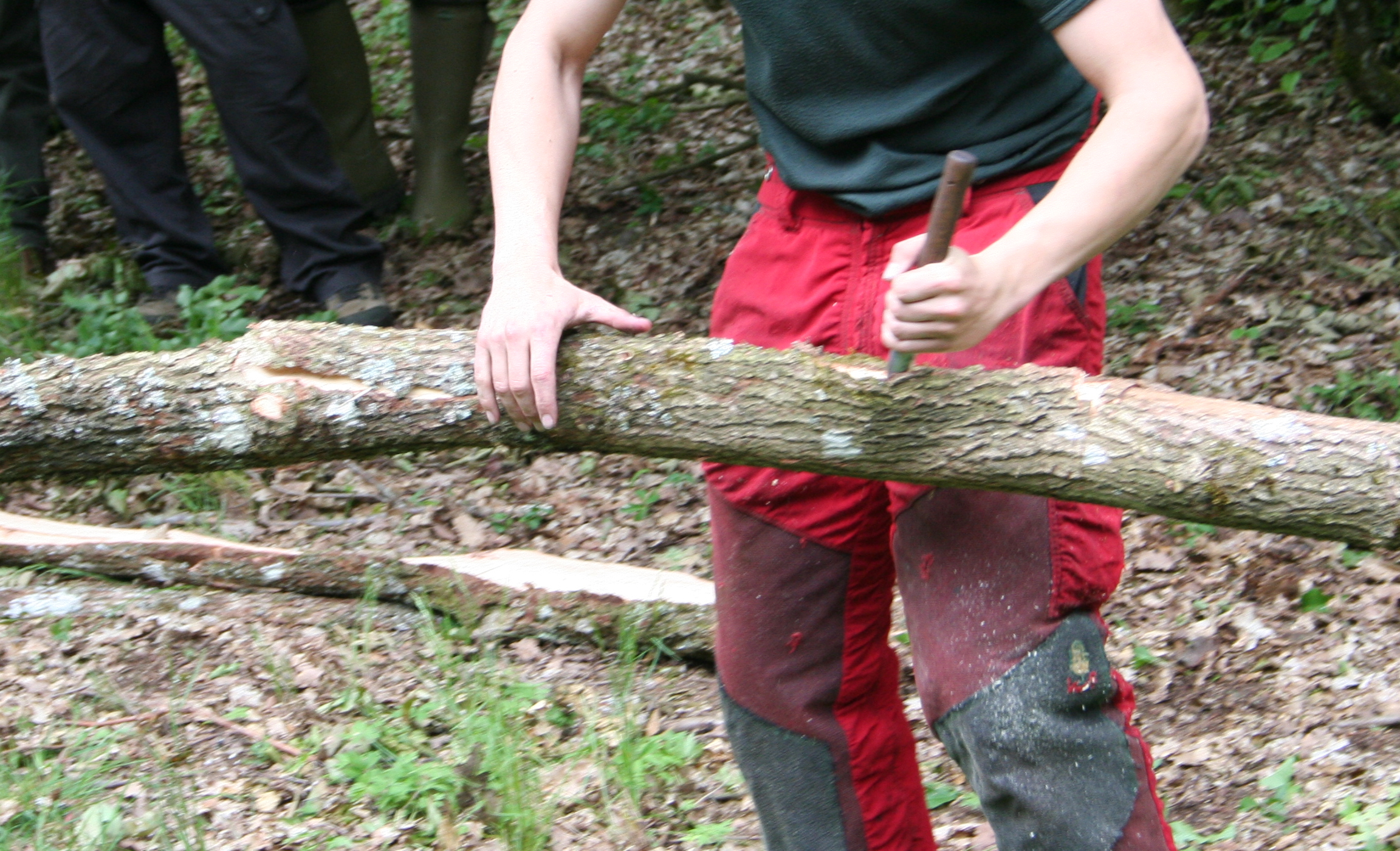
Arbeit mit dem Lohlöffel

Ehe die Bäume und Hecken wieder austreiben, werden außer den Eichen alle übrigen Bäume und Hecken gefällt und zu Brennholz geschnitten. So kann später direkt mit dem Schleißen angefangen werden.

### Mai und Juni: Das Schleißen (Entrinden)

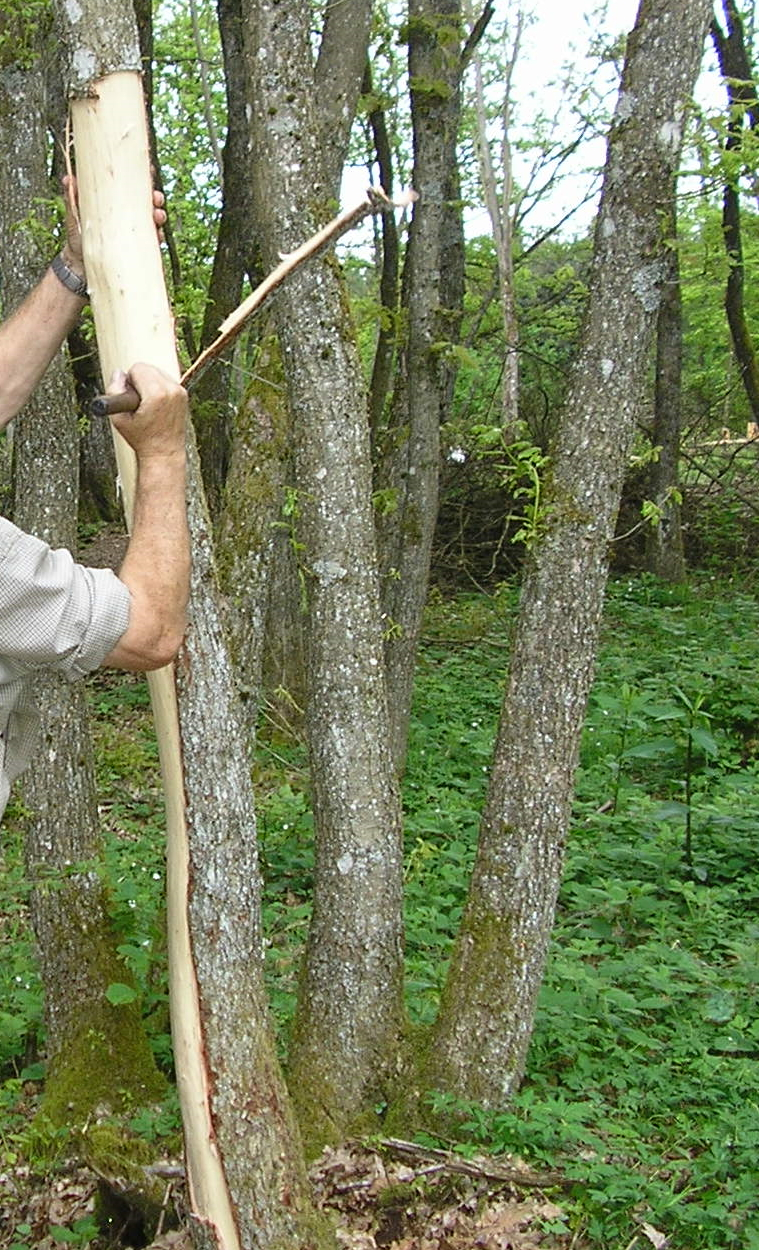
Die Eiche wird geschlissen (geschält)

Mit der Krummaxt werden die unteren Äste abgeschlagen und die Rinde in Mannshöhe rundherum eingeschnitten. Dann wird die Rinde mit dem Vorreißer, einer Art kurzem Messer, zwei- bis dreimal der Länge nach aufgeschlitzt. Anschließend schält man mit Hilfe des Lohlöffels den Stamm bis in Mannshöhe.
Erst dann wird der Baum etwa einen Meter über dem Boden gefällt. Der Stamm wird aber nicht ganz durchtrennt, so dass er am Stumpf hängen bleibt. Dadurch hat man beim Schleißen den Stamm in Arbeitshöhe vor sich und kann ihn einfacher rundherum abschälen.
Die oberen Äste werden abgetrennt, der Stamm wird noch einmal aufgestützt und dann ganz geschält. Dazu wird die Rinde wieder alle zwei Meter rundherum eingeschnitten, mit dem Vorreißer zwei- bis dreimal der Länge nach aufgeschlitzt und vom Stamm gelöst.
Die Lohstreifen werden im Wald vorgetrocknet und zum endgültigen Trocknen nach Hause gebracht. Die getrocknete Lohe wird gebündelt. Ein Bund wiegt etwa 25 kg.
Schließlich wird auch der untere Teil des Stammes gefällt, so dass die Bäume bis auf den Wurzelstock heruntergeschnitten sind („auf den Stock setzen“). Das Holz wird als Brennholz zugeschnitten.
Früher wurden, vor allem bei hohen Preisen, auch die dünnen Eichenstangen und Äste geschält. Das war meist eine Arbeit für Kinder oder Alte. Die Äste wurden dabei mit dem Hammer auf einem Stein als Unterlage geklopft, bis sich die Rinde mehr oder weniger von selbst ablöste.
Außerdem wurden die Flächen nach dem Schleißen abgebrannt und im Herbst mit Roggen eingesät. Im darauffolgenden Jahr wurde Buchweizen angebaut.

## Verwandte Themen
- Hauberg im Siegerland
- Gehöferschaft im Trierer Land